# Chirita tribracteata
Chirita tribracteata är en tvåhjärtbladig växtart som beskrevs av Wen Tsai Wang. Chirita tribracteata ingår i släktet Chirita och familjen Gesneriaceae.

## Underarter
Arten delas in i följande underarter:
- C. t. tribracteata
- C. t. zhuana